# Pseudoleria robusta
Pseudoleria robusta är en tvåvingeart som beskrevs av Garrett 1925. Pseudoleria robusta ingår i släktet Pseudoleria och familjen myllflugor. Inga underarter finns listade i Catalogue of Life.